# Framing
A framing (keretezés, beállítás) a kommunikáció egyik meggyőzési technikája.

## A fogalom
A technika szavak és képek olyan kiválasztásából áll, amely által a körülírandó dolog egy sor aspektusa implicit módon kerül megvilágításba. Ez a megvilágítás a körülírandó dolog meghatározott előadásánál illetve egy arról szóló vélemény propagálásánál segít. Mind a politikában, mind a reklámban tudatosan (vagy ösztönösen) alkalmazzák.
Egyetlen kommunikáció sem teljesen objektív és ezért minden kijelentés bizonyos feltevési frame-et (gondolati keretet) elrejtve tartalmaz. A framingnél mindenekelőtt a befogadóban kialakult képekkel kapcsolatos asszociációkról van szó, másként, mint meggyőzési eszközként használt érvek használatánál. A framingnél olyan szavakat és képeket választanak ki a befogadók számára, amelyek azokat a megvilágításokat hozzák előtérbe, melyekre a kommunikátor szándékozik irányítani a figyelmet.
A framing fogalma tehát azt jelenti, hogy egy adott dolgot miként, milyen kontextusban ábrázolnak valaki számára. A reprezentálásban fontos a közönség, akinek szól, a forrás, akitől az üzenet érkezik, és az a kontextus amiben elhangzik egy kijelentés. Más közönség számára, eltérő kontextusban másként kell megfogalmazni ugyanazt a gondolatot. Az ábrázolás módja mindig kihangsúlyoz valamilyen jelentést, valamilyen aspektust a jelenségből, míg más aspektusokat háttérbe szorít. Valamilyen forgatókönyvnek (narratív sémának) megfelelően mutatja be a jelenséget. Kiemeli egy folyamat bizonyos jellegzetességeit, míg háttérbe szorít másokat. Emiatt az adott témához fűződő érzelmi viszonyt is kifejezi.
A framing kutatása a hírközlési kereteknek (frames) a közösség által egyes témák iránt érzett felelősségre gyakorolt hatással foglalkozik. A framing fogalma pszichológiai és szociológia gyökerekkel egyaránt rendelkezik. A pszichológusok tipikusan a megítélésben bekövetkezett változásként definiálják a framinget, ami a megítélés meghatározásnak módosulása vagy választási problémák hatására következik be.

## Példák
A hírek megfogalmazásánál is hangsúlyos szerepe van a beállításnak.
Az iraki célpontok amerikai bombázását lehet úgy ábrázolni, mint „Sebészi pontosságú légicsapást”. Irak lerohanását pedig lehet úgy ábrázolni, mint igazságos háborút, ami megvédi a nyugati világot a terrorfenyegetéstől, és ami elviszi a demokráciát az elnyomott iraki népnek. Természetesen ez csak az amerikai közönség számára, a jelenkori USA kultúra kontextusában állja meg a helyét. Az iraki televízióban eközben megszállásról esik szó. Ezekből is jól látszik, mekkora szerepe van a nyelvi keretezésnek. Egészen más az üzenet, ha palesztin terroristát vagy ha palesztin szabadságharcost mutat be egy riport.

## A keretezés típusai
A keretezés különböző típusai a siker vagy sikertelenség frame és a nyereség vagy veszteség frame.
A siker-sikertelenség keretezés például:
„Ha aláveti magát a műtétnek, akkor 90% esélye van a túlélésre.” (pozitív keretezés)
„Ha aláveti magát a műtétnek, akkor 10% esélye van arra, hogy nem éli túl.” (negatív keretezés)
Nyereség-veszteség keretezés:
„Ha szedi a hipertenziós gyógyszereket, akkor valószínűleg fog játszani az unokáival” (pozitív keretezés)
„Ha nem szedi a hipertenziós gyógyszereket, akkor valószínűleg nem fog játszani az unokáival” - negatív keretezés)
A keretezést pszichológusok is használják, amikor például újrakeretezik a kliens által elmondott információt egy átfogóbb, objektívabb kijelentéssé. Például a kliens azt mondja: "Engem senki sem szeret". Ezt a pszichológusa újrakeretezheti úgy, hogy "Ha jól értem, úgy érzed téged senki nem szeret". Ezzel kreált a definitív tényként kezelt gondolatból egy szubjektív véleményt, és ez utat nyithat a gyógyulás felé.
Azonban nemcsak a pszichológusoknál létezik az átkeretezés ("reframing") jelensége. Körülbelül a 2000-es évektől jellemző a médiára, hogy a korábbi igaz/nem igaz, jó/nem jó az adott közönségre nézve szempontok helyett a saját érdekeit figyelembe véve új kontextusba helyezi az adott tényt. Tehát fontos tulajdonsága ennek a technikának, hogy magát a tényt nem változtatja vagy kérdőjelezi meg, pusztán egy másik keretbe helyezi. Különösen központi fontosságú politikai témák esetén. Gondoljunk csak Donald Trump elnök elhíresült mondataira, amelyek a nőkről, és leginkább azok megjelenéséről szólt. A média ezzel kapcsolatban általában két álláspontot képviselt: az egyik, hogy Trump szexista, és ez méltatlan a 21. századi individualista, emancipált kultúrákban. Másik részről viszont ellenérvként hangzik el, hogy valójában ezek a mondatok csak a kampány részei, és magánemberként nem így gondolkodik az elnök. Vegyük észre, hogy magát a tényt, miszerint ezek a mondatok elhangzottak, egyik magyarázat sem cáfolja, pusztán más-más értelmezési keretbe helyezik.

## Keretezés a médiában
A kommunikáció területén a hírek keretezése nagyban befolyásolhatja a tömegek véleményét. A speciális, keretezési módszerek a viselkedési vagy hozzáállásbeli eredményekre hivatkoznak, annak következtében, hogy egy adott információdarabot hogyan keretezünk a közbeszédben. Napjainkban minden jelentősebb kommunikációs folyóirat legalább egy oldalt áldoz a keretezés módjára, illetve annak hatásaira. Fontos a keretezési megközelítéseket a kommunikáción belül csoportosítani, pontosabban két csoportra érdemes bontani: a keretezés tanulmányozása, mint függő változó, illetve mint független változó. Az előbbi általában a frame buildinggel foglalkozik (azaz a keretek hogyan teremtenek társadalmi diskurzust egy témában és a különböző újságírók hogyan használják a keretezést), az utóbbi pedig a frame setting témakörét öleli fel (azaz a média hogyan befolyásolja a közvéleményt).
Frame building
A frame building legalább három területtel hozható összefüggésbe: az újságírói normákkal, a politikai szereplőkkel és a kulturális környezettel. Ez azt jelenti, hogy a különböző keretezések azon igyekeznek, hogy hozzanak egy keretet egy bizonyos téma megfigyelésére, majd lesz egy keret, ami végül befolyást nyer, mert az fog rezonálni a népkultúrával, összeilleni a gyakorlati médiával vagy azt erősen támogatja az elit. Először is, tekintve a hírkészítés gyakorlatát, legalább öt aspektusa van annak, ami befolyásolja az újságírókat az egyes témák készítése során: társadalmi normák és értékek, a szervezeti nyomás és korlátok, a külső nyomás az érdekcsoportokkal és más politikai döntéshozókkal, szakmai rutin, és az újságírók ideológiai vagy politikai orientációja. A másik hatás az elit lehet, ideértve az érdekcsoportokat, a kormányzati bürokráciát és más politikai vagy vállalati szereplőket. Az empirikus vizsgálatok azt mutatják, hogy az elit hatásai azokban a témákban tűnhetnek a legerősebbnek, amelyekben az újságírók és a politikai szekció különböző szereplői találnak megosztott narratívákat. Végül, a társadalom kulturális összefüggései is alkothatnak egy keretet. Goffman azt feltételezte, hogy egy keret jelentése tartalmaz kulturális gyökereket is. Ebben az összefüggésében a médiakeret leírható úgy is, mint „kulturális rezonancia” vagy mint „narratív hűség”.

## Kutatások
A framing elmélet hatásait több kutató is vizsgálta. Amos Nathan Tversky és Daniel Kahneman 1981-es kísérletében az alanyoknak arról kellett dönteni, hogy egy kitörő járvány esetén hogyan járnának el. A járvány 600 embert érint.
Az első csoportnak a közül a két opció közül kellett választania, hogy
a) 200 embert sikerül megmenteni
b) egyharmad eséllyel mind a 600 embert sikerül megmenteni, és kétharmad eséllyel senkit sem sikerül megmenteni.
A válaszadók 72%-a az a) lehetőséget választotta.
A második csoport választási lehetőségei így hangzottak:
c) 400 ember meg fog halni
d) egyharmad eséllyel senki nem hal meg, kétharmad eséllyel 600 ember meghal.
Ebben az esetben a megkérdezettek 78%-a a d) lehetőséget választotta.
Ebben a példában mindkét esetben logikailag azonos esetek közül kellett választani. A várható hasznosság tekintetében minden eset értéke 200.
Mégis az első esetben a kísérleti személyek 72%-a az a) lehetőséget választotta, aminek oka a kockázatkerülő viselkedés. Ez is jól mutatja, mekkora szerepe van annak a keretnek, amiben egy kijelentés vagy kérdés elhangzik. Azzal, hogy milyen perspektívát emelnek ki, valaki meg tudja változtatni a választási preferenciákat.
Ugyanakkor nem csak a válaszlehetőségek megfogalmazása van hatással a választásra. A kérdések megfogalmazása nagyban befolyásolhatja akár tanúvallomásokat is. Elisabeth Loftus kísérletei ezt bizonyították be.
Az ő kutatásaiban a kísérleti személyeknek két autó ütközését vetítették le videófelvételen. Az egyik csoporttól azt kérdezték:
„Milyen sebességgel haladtak a kocsik mikor egymásba csapódtak?”, a másiktól pedig, hogy „Milyen sebességgel haladtak a kocsik mikor egymásnak ütköztek? A különbség elsőre nem tűnik óriásinak, ám mind a számokat, mind az eseményre való emlékezést jelentősen befolyásolta a megfogalmazással keretezést adó kérdés. A válaszadók az első esetben 30 km/h-val nagyobb értéket becsültek átlagosan, mint a második kérdés esetében. Sőt: az első megfogalmazás esetében az egy héttel később felvett kérdőíven az alanyok már arra is emlékeztek, hogy a felvételen üvegszilánkok repkedtek, ami valójában nem történt meg. Az emlékeket egy forgatókönyvnek megfelelően kiegészítették a kísérleti alanyok.